# Metoda potencjałów węzłowych
Metoda potencjałów węzłowych – metoda analizy obwodów elektrycznych o stałych współczynnikach (układów SLS), wynikająca z praw Kirchhoffa.
Polega na wprowadzeniu tzw. potencjałów węzłowych, czyli napięć między węzłem odniesienia (0) a pozostałymi węzłami sieci elektrycznej.
Przyjęcie potencjałów węzłowych automatycznie powoduje spełnienie napięciowego prawa Kirchhoffa w obwodzie.
Pozostają więc do ułożenia równania wynikające z prądowego prawa Kirchhoffa w liczbie = liczba węzłów obwodu – 1.
Napięcia każdej gałęzi (fragmentu obwodu między dwoma węzłami) da się zapisać jako różnica potencjałów w węzłach na końcach gałęzi.
Przyrównanie tej różnicy do napięcia gałęzi obliczonego za pomocą prądu gałęzi i jej elementów elektrycznych (źródeł, impedancji) daje wzór na prąd gałęzi w zależności od potencjałów na jej końcach.
Tak przedstawione prądy gałęzi należy zsumować zgodnie z prądowym prawem Kirchhoffa, dla każdego węzła oprócz węzła (0).
Powstanie wówczas układ równań w liczbie (liczba węzłów obwodu – 1) na szukane potencjały węzłowe obwodu.
Ostatecznie równania formułuje się według przepisu: po lewej stronie potencjał danego węzła mnożony przez sumę konduktancji dochodzących do niego pomniejszony o potencjały sąsiednich węzłów pomnożone przez konduktancji pomiędzy nimi. Po prawej stronie równania umieszcza się sąsiadujące źródła prądowe (lub napięciowe podzielone wówczas przez rezystancje(por: Twierdzenie Nortona)), przy czym kierunek dodatni przyjmuje się wtedy, gdy strzałka źródła jest do węzła.
Przepis ten umożliwia łatwe ułożenie równań zarówno dla prądu stałego i zmiennego, o ile nie występują w obwodzie źródła sterowane. Macierz admitancji jest wtedy symetryczna. Jednak w przypadku występowania źródeł sterowanych należy zacząć obliczenia od prądowych równań Kirchhoffa.

## Przykład

Przykład obwodu z jedną niewiadomą, potencjałem V_{1}

Jedynym nieznanym potencjałem w obwodzie jest {\displaystyle V_{1}.} Do węzła połączone są trzy gałęzie, a co za tym idzie należy znaleźć trzy wartości prądów. Przyjęto, że kierunki prądów płynące w gałęziach będą skierowane od badanego węzła.
1. Prąd płynący przez {\displaystyle R_{1}{:}} {\displaystyle (V_{1}-V_{S})/R_{1}}
2. Prąd płynący przez {\displaystyle R_{2}{:}} {\displaystyle V_{1}/R_{2}}
3. Prąd płynący ze źródła {\displaystyle I_{S}{:}} {\displaystyle -I_{S}}

Zgodnie z prądowym prawem Kirchhoffa:
{\displaystyle {\frac {V_{1}-V_{S}}{R_{1}}}+{\frac {V_{1}}{R_{2}}}-I_{S}=0}
Równanie jest przekształcane w celu obliczenia niewiadomej V1:
{\displaystyle V_{1}={\frac {\left({\frac {V_{S}}{R_{1}}}+I_{S}\right)}{\left({\frac {1}{R_{1}}}+{\frac {1}{R_{2}}}\right)}}}
Ostatecznie nieznany potencjał jest obliczany poprzez wstawienie danych liczbowych do równania. Po określeniu potencjału {\displaystyle V_{1}} można określić prądy płynące w obwodzie.
{\displaystyle V_{1}={\frac {\left({\frac {5{\text{ V}}}{100\,\Omega }}+20{\text{ mA}}\right)}{\left({\frac {1}{100\,\Omega }}+{\frac {1}{200\,\Omega }}\right)}}={\frac {14}{3}}{\text{ V}}}